# Абреу, Антониу де
Анто́ниу де Абре́у (порт. António de Abreu, 1480, Мадейра — 1514, Азорские острова) — португальский мореплаватель и штурман XVI века. Возглавлял первую экспедицию европейцев за специями, направленную на достижение Тимора и островов Банда, в 1512 году.

## Экспедиции
25 июля 1511 года во время завоевания Малакки Антониу де Абреу руководил джонкой, которая поднялась вверх по реке Малакка во время прилива, что позволило доставить по месту назначения португальский отряд и завоевать в августе того же года город.
Примерно в ноябре того же года после отправки послов в Пегу и Сиам Афонсу де Албукерке за месяц до отплытия из Малакки доверил де Абреу командование группой из трёх судов, отплывавшей на поиски «Островов специй». Де Абреу стал главным капитаном на судне «Санта Катарина» (лоцманом был Луиш Ботим), его заместителем значился Франсишку Серран, вместе с лоцманом Гонсалу де Оливейра находившийся на корабле «Сабая», а третье судно, каравелла, была под командованием Симана Афонсо Бизагудо, имея в качестве лоцмана Франсишку Родригеша, искусного картографа, описавшего эту экспедицию и составившего несколько карт. С экипажем из 120 португальцев и 60 рабов они выплыли, при этом по пути — через Яву, Малые Зондские острова и остров Амбон к архипелагу Банда — их вели также малайские лоцманы. Прибытие состоялось в начале 1512 года. Путешественники оставались здесь около месяца, наполняя свои суда скупленными у населения мускатными орехами и гвоздикой. Затем де Абреу отплыл в Амбон, в то время как его заместитель Серран отправился на Молуккские острова, но закончил путь на Тернате, где умер в 1521 году.
Де Абреу вернулся в декабре 1512 года в Малакку, откуда отправился в Индию с Фернаном Пирешом де Андраде в январе 1513 года, а затем в Португалию. Он умер на Азорских островах, не достигнув континентальной Португалии.